# Погорілий Владислав Віталійович
Владислав Віталійович Погорілий (нар. 3 вересня 2003, Вінниця, Україна) — український футболіст, центральний нападник Вінницької «Нива».

## Клубна кар'єра

### Ранні роки. «Шахтар»
Народився у Вінниці. Вихованець місцевої ДЮСШ-2, у футболці якої виступав в юнацькому чемпіонаті Вінницької області. У ДЮФЛУ дебютував 2014 року в складі вінницької «Ниви U-14».
На початку вересня 2017 року перебрався до академії «Шахтаря». З 2017 по 2019 рік виступав за команди U-15, U-16 та U-17 «гірників» у ДЮФЛУ. У сезоні 2019/20 років виступав за команду U-17 у ДЮФЛУ та команду U-19 «Шахтаря» в юнацькому чемпіонаті України. У сезоні 2020/21 років провів 6 поєдинків в останньому розіграші молодіжного чемпіонату України. Надалі в офіційних змаганнях за «гірників» виступав у юнацькому чемпіонаті України. 
Також захищав кольори «Шахтаря» в Юнацькій лізі УЄФА. Вперше до заявки на вище вказаний турнір потрапив 22 жовтня 2019 року на нічийний (1:1) домашній поєдинок 3-го туру групового етапу проти загребського «Динамо». Проте усі 90 хвилин Владислав просидів на лаві запасних. Дебютував за донецький клуб у Юнацькій лізі УЄФА вєе в наступному розіграші турніру, 15 вересня 2021 року в переможному (5:0) виїзному поєдинку 1-го туру групового етапу проти тираспольського «Шерифа». Погорілий вийшов на поле на 78-й хвилині, замінивши Данила Гончарука. За два сезони в Юнацькій лізі зіграв 13 матчів та відзначився 3-ма голами.
Ще наприкінці січня 2022 року почав залучатися до тренувань з першою командою «гірників». На завершальному етапі турецьких зборів взимку 2022 року залучався до матчів донецького клубу. Грав за «гірників» й в інших товариських матчах. На початку січня 2023 року відправився на турецький збір з «Шахтарем U-19» до Туреччини.

### «Зоря» (Луганськ)
На початку березня 2023 року відправився в оренду до «Зорі». У футболці луганського клубу дебютував 5 березня 2023 року в переможному (3:2) виїзному поєдинку 16-го туру Прем'єр-ліги України проти полтавської «Ворскли». Владислав вийшов на поле на 78-й хвилині, замінивши Дмитра Мишньова. Першим голом в еліті українського футболу відзначився 2 квітня 2023 року на 86-й хвилині переможного (3:0) домашнього поєдинку 19-го туру проти львівського «Руху». Погоріли й вийшов на поле на 73-й хвилині, замінивши Дениса Антюха.

## Кар'єра в збірній
Викликався до юнацьких збірних України різних вікових категорій, однак поки що не зіграв жодного матчу.

## Стиль гри
Владислав Погорілий виступає здебільшого на позиції нападника і відомий своїми бомбардирськими здібностями.